# تپه چهار برجی
تپه چهار برجی مربوط به عصر آهن - دوره اشکانیان است و در شهرستان خرم‌آباد، بخش بیرانوند، دهستان بیرانوند جنوبی، روستای چهار برجی واقع شده است. این اثر در تاریخ ۲۸ اسفند ۱۳۸۵ با شمارهٔ ثبت ۱۸۵۴۹ به‌عنوان یکی از آثار ملی ایران به ثبت رسیده است.